# Behea
Behea là một thành phố và là một khu vực quy hoạch (notified area) của quận Bhojpur thuộc bang Bihar, Ấn Độ.

## Nhân khẩu
Theo điều tra dân số năm 2001 của Ấn Độ, Behea có dân số 20.809 người. Phái nam chiếm 53% tổng số dân và phái nữ chiếm 47%. Behea có tỷ lệ 59% biết đọc biết viết, thấp hơn tỷ lệ trung bình toàn quốc là 59,5%: tỷ lệ cho phái nam là 66%, và tỷ lệ cho phái nữ là 52%. Tại Behea, 17% dân số nhỏ hơn 6 tuổi.